# Ліф-Рівер (Іллінойс)
Ліф-Рівер (англ. Leaf River) — селище (англ. village) в США, в окрузі Оґл штату Іллінойс. Населення — 432 особи (2020).

## Географія
Ліф-Рівер розташований за координатами 42°7′25″ пн. ш. 89°24′15″ зх. д. / 42.12361° пн. ш. 89.40417° зх. д. (42.123607, -89.404066).  За даними Бюро перепису населення США в 2010 році селище мало площу 2,16 км², уся площа — суходіл.

## Демографія
Згідно з переписом 2010 року, у селищі мешкали 443 особи в 193 домогосподарствах у складі 117 родин. Густота населення становила 205 осіб/км².  Було 219 помешкань (101/км²).
Расовий склад населення:
| - 97,3 % — білих - 0,2 % — чорних або афроамериканців - 1,6 % — осіб інших рас |

До двох чи більше рас належало 0,9 %. Частка іспаномовних становила 1,6 % від усіх жителів.
За віковим діапазоном населення розподілялося таким чином: 21,0 % — особи молодші 18 років, 58,5 % — особи у віці 18—64 років, 20,5 % — особи у віці 65 років та старші. Медіана віку мешканця становила 40,8 року. На 100 осіб жіночої статі у селищі припадало 95,2 чоловіків;  на 100 жінок у віці від 18 років та старших — 86,2 чоловіків також старших 18 років.
Середній дохід на одне домашнє господарство  становив 39 833 долари США (медіана — 31 458), а середній дохід на одну сім'ю — 45 501 долар (медіана — 37 188). За межею бідності перебувало 31,3 % осіб, у тому числі 56,2 % дітей у віці до 18 років та 2,9 % осіб у віці 65 років та старших.
Цивільне працевлаштоване населення становило 182 особи. Основні галузі зайнятості: освіта, охорона здоров'я та соціальна допомога — 26,4 %, виробництво — 18,7 %, роздрібна торгівля — 17,6 %.